# Wereldkampioenschappen wielrennen 2013 - Wegrit mannen elite
De 80e editie van de wegrit voor mannen elite op de wereldkampioenschappen wielrennen werd gehouden op 29 september 2013. De wedstrijd was de afsluiter van de wereldkampioenschappen wielrennen 2013. Titelverdediger was de Belg Philippe Gilbert, maar op het zware parcours in Florence werd in de stromende regen de Portugees Rui Costa de nieuwe wereldkampioen.

## Parcours
Het parcours is een van de zwaarste parcoursen op een wereldkampioenschap in jaren, met bijna zestig kilometer aan klimmen en meer dan 3000 hoogtemeters. De wedstrijd begint met een aanloop van 106,6 kilometer van Lucca naar Florence, in deze aanloop zijn twee colletjes, Montecarlo di Lucca (3,7 km aan 3,5%) en San Baronto (3,9 km aan 7,1%) opgenomen. Eenmaal in Florence opgenomen worden er nog tien rondes gereden over een parcours van 16,6 kilometer. Aan het begin van elke ronde wordt de klim naar Fiesole (4,4 km aan 5,2%) opgenomen en na de afdaling volgt nog de korte, maar steile Via Salviati (600 meter aan 10,2%). De finishlijn is vijf kilometer na de Via Salviati.
Het parcours ging langs de beroemde kathedraal Florence Duomo en het graf van de Italiaanse oud-renner en oud-bondscoach Franco Ballerini.

## Favorieten
Veel genoemde favorieten voorafgaand aan de race waren de Slowaakse allrounder-sprinter Peter Sagan, thuisrijder Vincenzo Nibali, Spanjaarden Alejandro Valverde en Joaquim Rodríguez, titelverdediger Philippe Gilbert, tijdrijder Fabian Cancellara en Tourwinnaar Chris Froome. Als outsiders werden namen genoemd van wielrenners als Robert Gesink, Bauke Mollema, Chris Horner, Daniel Martin, Daniel Moreno, Rui Costa, Nairo Quintana, Rigoberto Urán en Edvald Boasson Hagen.

## Fietsendiefstal
In de nacht van vrijdag op zaterdag anderhalve dag voor de race werden twaalf fietsen van de Russische ploeg gestolen. Het leek er even op dat de Russen niet van start zouden kunnen gaan, maar de mecaniciens van Team Katjoesja die hun uitvalsbasis in Brescia hebben gingen hard aan de slag om snel nieuwe fietsen in elkaar te zetten en uiteindelijk kon de Russische ploeg wel starten.

## Startlijst
De beste tien landen van de UCI World Tour 2013-stand op 15 augustus 2013 mochten met negen rijders starten, mits ze ook minstens negen renners hadden die punten hadden behaald in die World Tour. Daarnaast konden andere landen met zes, drie of minder renners starten die verdiend werden via de continentale circuits. Omdat niet alle landen in de top tien van het World Tour-klassement ook negen rijders met punten hadden waren er maar zes ploegen die met de maximale negen man mochten starten. Een aantal andere landen kreeg de vrijgekomen startplekken. Nederland mocht vanwege de hoge klassering met negen renners starten. België viel buiten de top tien de World Tour en zou met zes renners mogen starten, maar kreeg een zevende startbewijs omdat enkele landen in de top tien niet een vol team hadden.
| België | Spanje | Italië |
| - 1. Philippe Gilbert - 2. Jan Bakelants - 3. Björn Leukemans - 4. Maxime Monfort - 5. Serge Pauwels - 6. Greg Van Avermaet - 7. Johan Vansummeren                                                           | - 8. Jonathan Castroviejo - 9. Alberto Contador - 10. José Herrada - 11. Egoi Martínez - 12. Daniel Moreno - 13. Joaquim Rodríguez - 14. Luis León Sánchez - 15. Samuel Sánchez - 16. Alejandro Valverde | - 17. Vincenzo Nibali - 18. Rinaldo Nocentini - 19. Luca Paolini - 20. Filippo Pozzato - 21. Ivan Santaromita - 22. Michele Scarponi - 23. Diego Ulissi - 24. Alessandro Vanotti - 25. Giovanni Visconti |
| Colombia | Verenigd Koninkrijk | Nederland |
| - 26. Janier Acevedo - 27. Winner Anacona - 28. Darwin Atapuma - 29. Carlos Betancur - 30. Sergio Henao - 31. Nairo Quintana - 32. Miguel Ángel Rubiano - 33. Cayetano Sarmiento - 34. Rigoberto Urán        | - 35. Mark Cavendish - 36. Steven Cummings - 37. Josh Edmondson - 38. Chris Froome - 39. Luke Rowe - 40. Ian Stannard - 41. Geraint Thomas - 42. Bradley Wiggins                                         | - 43. Tom Dumoulin - 44. Robert Gesink - 45. Johnny Hoogerland - 46. Wilco Kelderman - 47. Sebastian Langeveld - 48. Bauke Mollema - 49. Tom-Jelte Slagter - 50. Laurens ten Dam - 51. Pieter Weening    |
| Frankrijk | Australië | Verenigde Staten |
| - 52. Romain Bardet - 53. Warren Barguil - 54. Cyril Gautier - 55. Amaël Moinard - 56. Thibaut Pinot - 57. Christophe Riblon - 58. Anthony Roux - 59. Arthur Vichot - 60. Thomas Voeckler                    | - 61. Simon Clarke - 62. Rohan Dennis - 63. Cadel Evans - 64. Mathew Hayman - 65. Michael Matthews - 66. Cameron Meyer - 67. Richie Porte - 68. Rory Sutherland - 69. David Tanner                       | - 70. Matthew Busche - 71. Chris Horner - 72. Alex Howes - 73. Taylor Phinney - 74. Peter Stetina - 75. Andrew Talansky - 76. Tejay van Garderen                                                         |
| Slowakije | Tsjechië | Zwitserland |
| - 77. Matej Jurčo - 78. Juraj Sagan - 79. Peter Sagan - 80. Patrik Tybor - 81. Martin Velits - 82. Peter Velits                                                                                              | - 83. Jan Bárta - 84. Martin Hunal - 85. Stanislav Kozubek - 86. Jakub Novák - 87. František Raboň - 88. Zdeněk Štybar                                                                                   | - 89. Michael Albasini - 90. Fabian Cancellara - 91. Martin Elmiger - 92. Mathias Frank - 93. Grégory Rast - 94. Sébastien Reichenbach - 95. Michael Schär - 96. Danilo Wyss - 97. Oliver Zaugg          |
| Polen | Duitsland | Ierland |
| - 98. Maciej Bodnar - 99. Michał Gołaś - 100. Bartosz Huzarski - 101. Michał Kwiatkowski - 102. Rafał Majka - 103. Tomasz Marczyński - 104. Przemysław Niemiec - 105. Maciej Paterski - 106. Sylwester Szmyd | - 107. Marcus Burghardt - 108. John Degenkolb - 109. Simon Geschke - 110. Paul Martens - 111. Dominik Nerz - 112. Fabian Wegmann                                                                         | - 113. Sam Bennett - 114. Matthew Brammeier - 115. Daniel Martin - 116. Nicolas Roche |
| Oekraïne | Slovenië | Oostenrijk |
| - 117. Vitalij Boets - 118. Sergiy Grechyn - 119. Andrij Hryvko - 120. Andrij Chripta - 121. Mychajlo Kononenko - 122. Jaroslav Popovytsj                                                                    | - 123. Grega Bole - 124. Borut Božič - 125. Janez Brajkovič - 126. Kristjan Koren - 127. Matej Mugerli - 128. Jan Polanc                                                                                 | - 129. Matthias Brändle - 130. Stefan Denifl - 131. Markus Eibegger - 132. Bernhard Eisel - 133. Georg Preidler - 134. Riccardo Zoidl                                                                    |
| Rusland | Marokko | Denemarken |
| - 135. Sergej Tsjernetski - 136. Aleksandr Kolobnev - 137. Joeri Trofimov | - 138. Reda Aadel - 139. Essaid Abelouache - 140. Ismaïl Ayoune - 141. Adil Jelloul - 142. Lahcen Saber                                                                                                  | - 143. Matti Breschel - 144. Jakob Fuglsang - 145. Chris Anker Sørensen |
| Eritrea | Portugal | Kazachstan |
| - 146. Meron Russom - 147. Daniel Teklehaimanot - 148. Jani Tewelde | - 149. André Cardoso - 150. Rui Costa - 151. Tiago Machado | - 152. Maksim Iglinski - 153. Aleksej Loetsenko - 154. Andrej Zejts |
| Venezuela | Hongkong | Zweden |
| - 155. Yonder Godoy - 156. Jonathan Monsalve - 157. Carlos José Ochoa - 158. Jackson Rodríguez - 159. Pedro Sequera - 160. Freddy Vargas                                                                     | - 161. King Lok Cheung - 162. Ho Ting Kwok | - 163. Fredrik Kessiakoff - 164. Thomas Lövkvist - 165. Tobias Ludvigsson |
| Maleisië | Algerije | Brazilië |
| - 166. Sea Keong Loh | - 167. Youcef Reguigui | - 168. Rafael Andriato - 169. Murilo Fischer |
| Noorwegen | Kroatië | Letland |
| - 170. Edvald Boasson Hagen - 171. Thor Hushovd - 172. Lars Petter Nordhaug | - 173. Kristijan Đurasek - 174. Matija Kvasina - 175. Radoslav Rogina | - 176. Viesturs Luksevics - 177. Aleksejs Saramotins - 178. Andris Smirnovs |
| Zuid-Afrika | Estland | Mexico |
| - 179. Daryl Impey - 180. Reinardt Janse van Rensburg | - 181. Alo Jakin - 182. Gert Jõeäär - 183. Tanel Kangert | - 184. Juan Pablo Magallanes - 185. Uri Martins - 186. Hector Zammaron |
| Canada | Nieuw-Zeeland | Argentinië |
| - 187. Christian Meier - 188. François Parisien | - 189. Jack Bauer - 190. George Bennett - 191. Sam Bewley | - 192. Enzo Moyano |
| Hongarije | Wit-Rusland | Costa Rica |
| - 193. Peter Kusztor | - 194. Kanstantsin Siwtsow | - 195. Andrey Amador - 196. Gregory Brenes |
| Tunesië | Bulgarije | Ecuador |
| - 197. Rafaâ Chtioui | - 198. Spas Gyurov | - 199. Jose Ragonessi |
| Servië | Moldavië | Litouwen |
| - 200. Ivan Stević | - 201. Serghei Țvetcov | - 202. Gediminas Bagdonas - 203. Ignatas Konovalovas - 204. Ramūnas Navardauskas |
| Roemenië | Luxemburg | Griekenland |
| - 205. Andrei Nechita | - 206. Bob Jungels | - 207. Ioannis Tamouridis |
| Finland | | |
| - 208. Jussi Veikkanen | | |

## Verslag
Om tien uur werd in het regenachtige Lucca het startschot gegeven. Na een onrustige openingsfase ontstond er een kopgroep van vijf man: de Pool Bartosz Huzarski, de Tsjech Jan Bárta, de Oostenrijker Matthias Brändle, de Tunesiër Rafaâ Chtioui en de Venezolaan Yonder Godoy. Na de formering van deze kopgroep keerde in het peloton snel de rust terug, de voorsprong van het kwintet liep op tot boven de acht minuten terwijl oud-wereldkampioen Mark Cavendish een van de renners was die het tempo in het peloton bepaalde.
Nadat het peloton in de stromende regen de lokale rondes in Florence op draaide gooide de Italiaanse ploeg de eerste kolen op het vuur en door de tempoversnelling ontstonden er valpartijen en breuken in het peloton. De Italiaanse ploeg bleef vervolgens kilometers langs elke klim en afdaling het tempo omhoog gooien waardoor de verschillen snel opliepen en enkele grote namen (waaronder Matti Breschel, Cadel Evans, Chris Froome, Chris Horner, Nicolas Roche en Samuel Sánchez) moesten opgeven. Vooraan intussen bleven van de kopgroep van vijf alleen Huzarski en Bárta, in het dagelijks leven collega's bij Team NetApp-Endura, over. Toen het flink uitgedunde peloton weer wat rustiger aan ging doen konden de Pool en de Tsjech weer uitlopen tot meer dan drie minuten.
Terwijl Bartosz Huzarski zijn medevluchter Bárta loste, ging vier renners in de tegenaanval. Van de tegenaanvallers bereikte alleen de Italiaan Giovanni Visconti koploper Huzarski waarna de Belgen en Colombianen het nog steeds verder uitdunnende pelotonnetje op sleeptouw namen en het leidende duo opraapte.
Op de laatste beklimming Fiesole reden de Spanjaard Joaquim Rodríguez en de Italiaan Vincenzo Nibali de andere favorieten uit het wiel. Nibali trapte echter op zijn adam en moest Rodríguez laten rijden. Nibali werd ingelopen door een andere Spanjaard, Alejandro Valverde, en de Portugees Rui Costa. Het drietal kon Rodríguez inhalen, maar die toonde een enorme strijdlust, tot tweemaal toe probeerde hij alsnog weg te rijden. Bij een derde keer ging Nibali eindelijk voor de bijl, Rodríguez leek gewonnen spel te hebben, maar Rui Costa, de betere tijdrijder, beende hem in en versloeg Rodríguez in de sprint. Valverde bolde als derde over de meet. Een volledig Iberisch podium dus, met op het hoogste schavotje de nieuwe wereldkampioen Rui Costa.

## Rituitslag
| Wegrit mannen elite |                      |          |
| Plaats              | Naam                 | Tijd     |
| 1                   | Rui Costa            | 7u25'43" |
| 2                   | Joaquim Rodríguez    | z.t.     |
| 3                   | Alejandro Valverde   | +16"     |
| 4                   | Vincenzo Nibali      | z.t.     |
| 5                   | Andrij Hryvko        | +31"     |
| 6                   | Peter Sagan          | +34"     |
| 7                   | Simon Clarke         | z.t.     |
| 8                   | Maksim Iglinski      | z.t.     |
| 9                   | Phillipe Gilbert     | z.t.     |
| 10                  | Fabian Cancellara    | z.t.     |
| 11                  | Bauke Mollema        | z.t.     |
| 12                  | Lars Petter Nordhaug | z.t.     |
| 13                  | Daniel Moreno        | z.t.     |
| 14                  | Simon Geschke        | z.t.     |
| 15                  | Sergio Henao         | z.t.     |
| 16                  | Michele Scarponi     | z.t.     |
| 17                  | Filippo Pozzato      | + 1' 05" |
| 18                  | Arthur Vichot        | z.t.     |
| 19                  | Maciej Paterski      | z.t.     |
| 20                  | Edvald Boasson Hagen | z.t.     |

1927 · 
1928 · 
1929 · 
1930 · 
1931 · 
1932 · 
1933 · 
1934 · 
1935 · 
1936 · 
1937 · 
1938 · 
1946 · 
1947 · 
1948 · 
1949 · 
1950 · 
1951 · 
1952 · 
1953 · 
1954 · 
1955 · 
1956 · 
1957 · 
1958 · 
1959 · 
1960 · 
1961 · 
1962 · 
1963 · 
1964 · 
1965 · 
1966 · 
1967 · 
1968 · 
1969 · 
1970 · 
1971 · 
1972 · 
1973 · 
1974 · 
1975 · 
1976 · 
1977 · 
1978 · 
1979 · 
1980 · 
1981 · 
1982 · 
1983 · 
1984 · 
1985 · 
1986 · 
1987 · 
1988 · 
1989 · 
1990 · 
1991 · 
1992 · 
1993 · 
1994 · 
1995 · 
1996 · 
1997 · 
1998 · 
1999 · 
2000 · 
2001 · 
2002 · 
2003 · 
2004 · 
2005 · 
2006 · 
2007 · 
2008 · 
2009 ·
2010 · 
2011 · 
2012 · 
2013 · 
2014 · 
2015 · 
2016 · 
2017 · 
2018 · 
2019 · 
2020 · 
2021 · 
2022 · 
2023 · 
2024 · 
2025